# Nn-891102
Nn-891102 (NN-八九一一零二) è un film del 1999 diretto da Gô Shibata.
Si tratta del film con il quale Shibata conseguì il diploma all'Università delle Arti di Osaka.
Il titolo è una forma sintetica per richiamare il bombardamento atomico di Nagasaki (N=Nagasaki, n=Nuclear, 8=mese di agosto, 9=giorno, 11=ora, 02=minuto dell'esplosione).

## Trama
Il 9 agosto 1945, Reichi, è in una grotta nei pressi di Nagasaki con il padre intento a curare l'impianto di registrazione audio che aveva l'obiettivo di supportare la difesa del paese dai bombardamenti americani. Alle 11,02 l'esplosione della bomba nucleare sulla città sorprende tutti provocando una devastazione inimmaginabile. Reichi, 5 anni, e sua madre, trovandosi nella grotta, si salvano, ma il solo rumore dell'esplosione determina uno choc tale che la vita del bambino ne resta segnata.
Il fatto che il nastro, appositamente predisposto dal padre, non abbia registrato alcunché dell'esplosione nucleare, innesca in Reichi la volontà di ricercare e riprodurre questo suono fino a farne diventare uno sperimentatore e poi un eminente studioso di acustica. Nell'ambito di questo percorso, all'età di 18 anni, compie un esperimento su sé stesso con il quale si procura delle gravi ustioni su tutto il busto che gli procureranno enorme dolore lasciando vistose cicatrici.
Reichi si innamora poi di una ragazza con la quale ha anche un bambino, ma resterà sempre ossessionato dalle sue ricerche al punto da rimanere solo.
A 60 anni, nell'anniversario dell'esplosione, rivive di nuovo tutta la sofferenza, ma pare forse aver trovato quell'equilibrio che ha tanto rincorso e cercato nei suoni della natura per tutta la vita.

## Distribuzione
Dopo essere stato presentato al Sonar Festival in Spagna e al Rotterdam Film Festival, nel 2000 il film è stato distribuito in Giappone.